# Damiq-ilishu
No confundir con el rey del mismo nombre de la I Dinastía del País del Mar del siglo XVII a. C.
Damiq-ilishu es el decimoquinto y último rey de la dinastía de Isin, que gobernó desde 1816 hasta 1794  a.  C.

## Biografía
Damiq-ilīšu (también Damiq-ilishu) fue hijo y sucesor de Sin-Magir, reinando en el trono de Isin durante 22 años, en los que intentó derrocar la supremacía que tenía en Mesopotamia la ciudad de Larsa, cuyo rey, Rim-Sin I(c. 1.822-1.763  a.  C.) declaró la guerra a la coalición que agrupaba Uruk, Isin y Babilonia con otros aliados. A partir de ese momento Rim-Sin emprendió la difícil tarea de atacar uno por uno a los coaligados hasta acabar con cada uno de ellos. Damiq-ilīšu sucumbió al poder militar de Larsa en 1794  a.  C., a pesar de la ayuda dispensada por Sin-Muballit, rey de Babilonia.